# Vallsjön (Ockelbo socken, Gästrikland)
Vallsjön är en sjö i Ockelbo kommun i Gästrikland och ingår i Testeboåns huvudavrinningsområde.